# Lage
Lage er en væske til smagsforbedring og/eller konservering af fødevarer.
Et glas marinerede sild indeholder sildestykker, der er konserveret i en eddikemarinade (lage), der både tjener til at forbedre holdbarhed og smag.
Syltede rødbeder er konserveret og smagsforbedret i en lage af eddike, sukker, salt og evt. andre krydderier.
Agurker henkoges i en eddikelage.
Af krydderier til lage er sukker, peber, enebær, koriander, laurbær, timian osv.
Fra gammel tid af har man konserveret ved henkogning, saltning, røgning og tørring. Først i nyere tid har nedfrysning været en praktisk mulighed. Frysetørring er en nyere proces. Man kan konservere fødevarer i en lage, der samtidig er smagsforbedrende.
Hovedingredienserne i lager kan være salt, eddike, olivenolie og alkohol (fx rom i »Rumtopf«, rompot med konserverede frugter og bær).
Sproghistorisk set kommer ordet lage af tysk Lake (saltlage til konservering). Denne betydning er blevet udvidet til nu at betyde alle væsker til konservering eller smagsforbedring af madvarer.